# 根本豊
根本 豊（ねもと ゆたか、1950年8月23日 - ）は、日本の演出家・戯曲作家・俳優・ラジオパーソナリティ。演劇実験室◉万有引力所属、福島県出身。血液型はO型。
1970年～大阪芸術大学　芸術学部　映像計画学科中退。 在学中、芸大小劇場・劇団「群」主宰
1975年～寺山修司率いる演劇実験室◉天井桟敷に入団後、中心的俳優・演出家として寺山修司との共同演出、出演等、天井桟敷後期全作品に関わる。
1983年～寺山修司の没後、演劇実験室◉万有引力を、J・A・シーザーらと結成。創立メンバーとして、作・演出・出演のほか制作として演劇の全てに関わる。J・A・シーザーとの共同作・演出作品「SUNA」にて、英国エジンバラ演劇祭フリンジファースト賞受賞
2004年～事情により実家のある福島県へ帰郷したため現在休団中。
2008年、郡山市立美術館「寺山修司◉劇場美術館」展に於いて市民公開ワークショップを主宰。公演記録を再構成し「不思議映像展示」として観客参加型映像を作・演出
2011年～東日本大震災後、福島第一原発事故の影響により青森県弘前市に一年間避難
2012年8月～一度福島に戻るも、放射線量が以前高いため再度、長野県上田市に避難移住、9月よりSBC信越放送ラジオ局ディレクター兼レポーター。
2013年～SBCラジオ「情報わんさかGOGOワイド!らじ★カン」パーソナリティ。
2015年　民間放送連盟賞出品作品、SBCラジオスペシャル「ハローアゲイン・80年目の寺山修司」作・出演
2017年　SBCラジオ「情報わんさかGOGOワイド!らじ★カン」1000回記念「ネモトユタカのいる風景」写真展開催。演劇実験室◉万有引力三沢市公演「市街劇・田園に死す」、渋谷公演「市街劇・Q」出演
2019年　朗読会（第一回「おらおらでひとりいぐも」第二回「想像ラジオ」）出演
2020年～SBCラジオ「Mixxxxxx+（ミックスプラス）」パーソナリティ。若葉愛劇団公演出演
2023年～SBCラジオ「MiXxxxx+」内「根本豊の　よっ！川柳役者」担当
2024年、演劇実験室◉万有引力創立40周年記念公演「砂漠の動物園」参加（共同台本・出演）
2025年～SBCラジオ「MiXxxxx+」内「根本豊の　昭和UP100！」担当

## 出演

### 舞台
- 市街劇ノック
- 疫病流行記
- 阿呆船
- 中国の不思議な役人
- 奴婢訓
- 身毒丸
- 観客席
- レミング-壁抜け男
- こども狩り
- 青ひげ公の城
- 百年の孤独

他多数

### 映画
- ボクサー（1977年）
- サード（1978年）とべちん
- FACE 風の日の紙のように私の上に貼りついてしまった（1979年）
- 草迷宮（1979年）
- 上海異人娼館（1980年）
- さらば箱舟（1982年）
- 発狂する唇（2000年）
- 血を吸う宇宙（2001年）
- ペルセポネーの泪（2021年11月26日、信越放送、源田企画） - 太川 役

### SBCラジオ
- 「さくっとラジオ 日曜日はSAKU平」2012年9月-
- 「情報わんさか GO!GO!ワイド　らじ☆カン」2013年4月-
- 「Mixxxxxx+（ミックスプラス）」2020年10月-